# Kakara Ini
Kakara Ini (Hor Senefertuaf) (... – 1990 a.C. circa) è stato un sovrano egizio collocabile al termine della XI dinastia egizia.

## Biografia
Il nome di questo sovrano, che non è riportato in nessuna delle Liste Reali, compare un numerose iscrizioni provenienti dalla Nubia.
È possibile che si tratti di un pretendente al trono egizio vissuto dopo l'ultimo sovrano ufficiale della XI dinastia, Mentuhotep (III) e, forse, contemporaneamente a Mentuhotep (IV)(forse un usurpatore). Il potere di questo sovrano si sarebbe esteso solamente a parte della Nubia su cui regnarono, nello stesso periodo, altri due pretendenti al trono dell'Egitto:Ibkhenetra e Segerseni.

## Titolatura
| G5 |

| G5 |

| s | nfr | N17 · N17 | f |

| s | nfr | N17 · N17 | f |

| s | nfr | N17 · N17 | f |

| s | nfr | N17 · N17 | f |

| s | nfr | N17 · N17 | f |

| s | nfr | N17 · N17 | f |

| s | nfr | N17 · N17 | f |

| s | nfr | N17 · N17 | f |

| G16 |

| G16 |

| s | nfr | N17 · N17 · f |

| s | nfr | N17 · N17 · f |

| G8 |

| G8 |

| nfr · G5 · S12 |

| nfr · G5 · S12 |

| M23 · X1 | L2 · X1 |

| M23 · X1 | L2 · X1 |

| N5 | A28 | D28 |

| N5 | A28 | D28 |

| N5 | A28 | D28 |

| N5 | A28 | D28 |

| N5 | A28 | D28 |

| N5 | A28 | D28 |

| N5 | A28 | D28 |

| N5 | A28 | D28 |

| G39 | N5 |

| G39 | N5 |

| G38 | N5 | W25 |

| G38 | N5 | W25 |

| G38 | N5 | W25 |

| G38 | N5 | W25 |

| G38 | N5 | W25 |

| G38 | N5 | W25 |

| G38 | N5 | W25 |

| G38 | N5 | W25 |

| Autore        | Anni di regno         |
| ------------- | --------------------- |
| von Beckerath | 1983 a.C. - 1976 a.C. |